# ASM-1C
ASM-1C (91-shiki kūtaikan yūdōdan/pocisk „powietrze-okręt” Typ 91) – japoński, przeciwokrętowy pocisk odrzutowy, klasy powietrze-woda.

## Historia
Pocisk jest wspólnym dziełem specjalistów z Gijutsu Kenkyū Honbu (Technical Research and Development Institute - TRDI) i Mitsubishi Heavy Industries. Powstał na bazie SSM-1B (Typ 90), kierowanego pocisku przeciwokrętowego klasy woda - woda. Ten z kolei był zmodernizowaną wersją wcześniejszego pocisku SSM-1 (Typ 88) klasy ziemia - woda. ASM-1C wszedł do uzbrojenia Japońskich Morskich Sił Samoobrony w 1991 roku i przenoszony jest przez używane w Japonii samoloty patrolowe Lockheed P-3 Orion i Kawasaki P-1. Pocisk naprowadzany jest inercyjnie po starcie i aktywnie radiolokacyjnie w pobliżu celu.